# Schafberg (Salzburgkammergut)
Schafberg är ett berg i Österrike.   Det ligger i distriktet Salzburg-Umgebung och förbundslandet Salzburg, i den centrala delen av landet, 220 km väster om huvudstaden Wien. Toppen på Schafberg är 1 782 meter över havet.
Terrängen runt Schafberg är kuperad norrut, men söderut är den bergig. Närmaste större samhälle är Bad Ischl, 15,5 km sydost om Schafberg. 
I omgivningarna runt Schafberg växer i huvudsak blandskog. Runt Schafberg är det ganska tätbefolkat, med 129 invånare per kvadratkilometer.